# SMASHディーバ王座
SMASHディーバ王座（スマッシュ・ディーバおうざ）は、SMASHが管理、認定していた王座。

## 歴史
2011年、トミー・ドリーマーからチャンピオンベルトが贈られて男子のSMASH王座と共に創設。
初代王座決定トーナメントは6月9日のSMASH.18より始まり、7人にアイスリボン予選から4人を加えた11人が参加した。SMASH.18、SMASH.19の2回にわけ1回戦4試合を行い、アイスリボン枠からは都宮ちいが進出し19にて真琴（当時アイスリボン所属）と対戦した。9月8日のSMASH.21にて行われた決勝戦で勝利した華名が初代王座を獲得した。

## 歴代王者
| 歴代  | 選手       | 戴冠回数 | 防衛回数 | 獲得日付       | 獲得場所 （対戦相手・その他）          |
| ----- | ---------- | -------- | -------- | -------------- | -------------------------------------- |
| 初代  | 華名       | 1        | 0        | 2011年9月8日   | 後楽園ホール セリーナ                  |
| 第2代 | 中川ともか | 1        | 0        | 2011年11月24日 | 後楽園ホール                           |
| 第3代 | 華名       | 2        | 0        | 2012年1月19日  | 新宿FACE                               |
| 第4代 | 朱里       | 1        | 0        | 2012年2月19日  | TOKYO DOME CITY HALL 2012年3月14日封印 |